# Karla Anaís López Tovar
Karla Anaís López Tovar  (n. 12 de septiembre de 1987), conocida por su nombre artístico Nany Tovar, es una modelo y actriz venezolana

## Carrera

### Modelaje
Inició su carrera como modelo en la década de los 2000, a finales de la misma se retira de la industria del modelaje para dedicarse a la actuación.

### Actuación

#### Televisión
Formada en la academia de RCTV[cita requerida], Tovar debutó en la telenovela "Que el cielo me explique" con el personaje de Beatriz[cita requerida].
Continuó su carrera interpretando a Sandra Pérez en la telenovela "Natalia del mar" transmitida por Venevisión en 2013. Posteriormente, formó parte del elenco de "Las Bandidas" (una coproducción de RTI Televisión, Televisa y RCN Televisión) con el personaje de Julia en 2014. En "Nora" transmitida por Televen, encarnó a Jazmín Contreras.
Su siguiente actuación fue en "Ellas aman, ellos mienten" (RCTV Producciones) en 2017, donde interpretó a Yusleidi Angeli Prieto. Este fue su último trabajo en Venezuela antes de emigrar a Colombia y luego a España.
| Año       | Título                                | Rol                    |
| --------- | ------------------------------------- | ---------------------- |
| 2010      | Que el cielo me explique              | Beatriz                |
| 2011-2012 | Natalia del mar                       | Sandra Pérez           |
| 2013      | Las Bandidas                          | Julia                  |
| 2014      | Nora                                  | Jazmín Contreras       |
| 2017      | Ellas aman, ellos mienten             | Yusleidi Angeli Prieto |
| 2025-¿?   | Física o química: La nueva generación | Lucía Clotet           |

#### Cine
Tovar residiendo en Barcelona, España, realiza su primera película en el cine español en 2023, interpretando a Gisela en la ópera prima del director novel Miguel Faus "Calladita". En este papel, Tovar encarna un personaje resiliente, indomable y cargado de humor y rebeldía.
| Año  | Título    | Rol    |
| ---- | --------- | ------ |
| 2023 | Calladita | Gisela |